# Корякино (Ярославская область)
Коря́кино — деревня в Даниловском районе Ярославской области. Входит в Даниловское сельское поселение.

## География
Находится у реки Лунка в 22 км от Данилова в 4 км от автомобильной дороги Череповец — Данилов. Главная и единственная улица деревни — Лесная. Рядом с деревнями Зуево и Кондратово.

## Население
| 2007 | 2010 |
| ---- | ---- |
| 1    | ↗2   |